# Capelinha (tiểu vùng)
Capelinha là một tiểu vùng thuộc bang Minas Gerais, Brasil. Tiều vùng này có diện tích 12012 km², dân số năm 2007 là 186754 người.